# E12
|  | No s'ha de confondre amb E012. |

La ruta europea E12 és una carretera que forma part de la Xarxa de carreteres europees. Comença a Mo i Rana (Noruega) i finalitza a Hèlsinki (Finlàndia). Té una longitud de 1009 km. L'E12 creua pels països de Noruega, Suècia i Finlàndia.

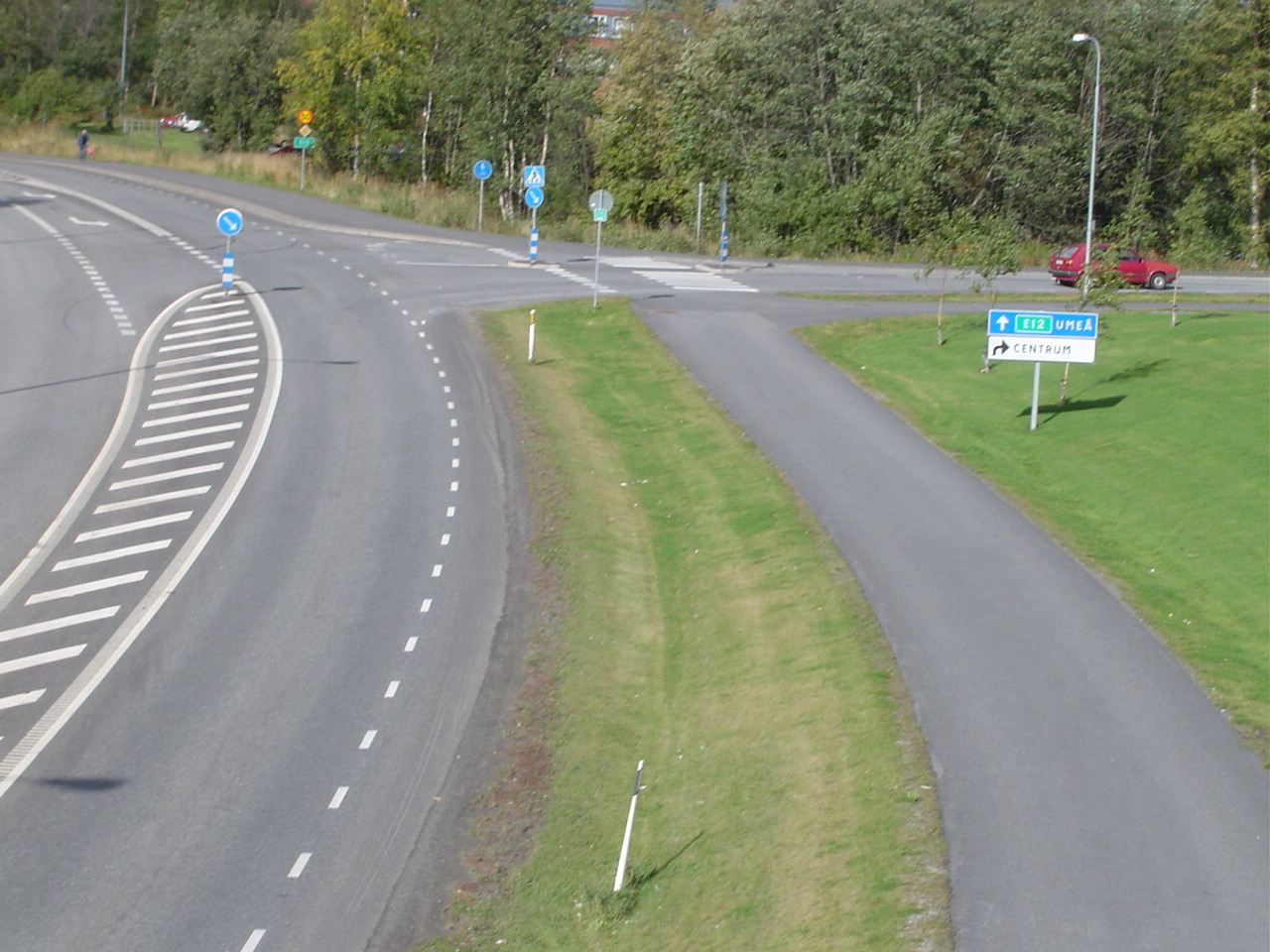
L'E12 a Suècia a d'Umeå